# Elezioni generali in Nuova Zelanda del 1987
Le elezioni generali in Nuova Zelanda del 1987 si tennero il 15 agosto per il rinnovo della Camera dei rappresentanti.

## Risultati
| Liste                                 | Voti      | %     | Seggi |
| ------------------------------------- | --------- | ----- | ----- |
| Partito Laburista della Nuova Zelanda | 878 448   | 47,96 | 57    |
| Partito Nazionale della Nuova Zelanda | 806 305   | 44,02 | 40    |
| New Zealand Democratic Party          | 105 091   | 5,74  | –     |
| Mana Motuhake                         | 9 789     | 0,53  | –     |
| New Zealand Party                     | 5 306     | 0,29  | –     |
| Values Party                          | 1 709     | 0,09  | –     |
| Altri                                 | 25 129    | 1,37  | –     |
| Totale                                | 1 831 777 | 100   | 97    |